# IC 2839
IC 2839 је спирална галаксија у сазвјежђу Лав која се налази на листи објеката дубоког неба у Индекс каталогу.
Деклинација објекта је + 10° 49' 11" а ректасцензија 11h 27m 45,5s. Привидна величина (магнитуда) објекта IC 2839 износи 15,7 а фотографска магнитуда 16,5.